# Jules de Saint-André
Jules Agésilas Alexandre Louis Marie François de Saint-André graaf de Grossolles-Flamarens (Münster, 15 maart 1806 – San Remo, 8 januari 1879) was een Frans politicus ten tijde van het Tweede Franse Keizerrijk.

## Biografie
Saint-André was erekamerheer aan het keizerlijke hof van keizer Napoleon III. Op 4 december 1854 werd Saint-André door keizer Napoleon III benoemd tot senator. Hij zou in de Senaat blijven zetelen tot de afkondiging van de Derde Franse Republiek op 4 september 1870.